# Andrea Geyer
Pour les articles homonymes, voir Geyer.
Andrea Geyer, née en 1971 à Fribourg-en-Brisgau (Allemagne de l'Ouest), est une artiste contemporaine allemande. Elle travaille avec la photographie, la vidéo et la performance. Elle questionne l'identité nationale, le genre et la classe dans les mémoires sociales. Elle vit et travaille à New York.

## Biographie
Elle apprend la peinture à l'Independent Art Academy de Stuttgart. Elle prend des cours de photographie et de réalisation de films à la Fachhochschule de Bielefeld. Elle est diplômée à l'Académie des beaux-arts de Brunswick. Elle s'installe à New York en 1997. Elle est diplômée du Whitney Museum Independent Study Program en 1999.
Andrea Geyer joint à ses productions photographiques, des textes historiques, des essais, des récits de vie pour donner une dimension politique à ses œuvres.
Son installation vidéo, Parallax, est une enquête sur le notion de citoyenneté, alors que la population mondiale est soumise à des déplacements incessants.
Dans la série Spiral Lands, Andrea Geyer documente la lutte des Amérindiens. Elle extraie des archives traités, textes anthropologiques, récits et manifestes du Mouvement indien américain. Elle rend visibles les revendications des autochtones pour l'application du droit et le respect des traités.
Dans Comrades of Time, Andrea Geyer rassemblent lettres, discours et essais datant de la République de Weimar. Ces écrits sont le fait d'architectes, écrivains, philosophes et responsables politiques.
En 2017, pour If I Told Her et Constellations, Andrea Geyer déterre les figures féminines oubliées de l'histoire. Elle construit une mosaïque avec des portraits en noir et blanc de femmes influentes. Elle ajoute pour l'exposition une série d'échelles en bois recouvertes de crin de cheval. Elle fait référence à The Ladder, un magazine édité en 1956 par les militantes lesbiennes des droits civiques Daughters of Bilitis.
En 2018, elle travaille pour le projet Collective Weave avec l'Irish Queer Archive de la Bibliothèque nationale d'Irlande et la Cork LGBT Digital Archive. Elle recouvre l'espace du sol au plafond de lin blanc qui présente des dessins issus de magazines, d'affiches et de prospectus queer irlandais datant de 1970 au début des années 1990.

## Expositions/Séries/Performancess
- Spiral Lands, série photographique, Documenta 12, Kassel, 2007[6]
- Insistence, vidéo, 2013
- Revolt, they said, MOMA, 2015[7]
- Time Tenderness, performance, Whitney Museum of American Art, New York, 2015
- If I Told Her, série photographique et installation, Galerie Hales, New York, 2017[8]
- Constellations, Frieze galery,  New York, 2017[3]
- When We, installation, Irish Museum of Modern Art, Dublin, 2018[9]
- No Wind Shuts Eyes Open, performance, Dublin, 2017[4]
- To Those Who Have Eyes to See, SF MOMA, San Francisco, 2017[10]